# Southgate (Kentucky)
Southgate – miasto w Stanach Zjednoczonych, w stanie Kentucky, w hrabstwie Campbell.